# Gustavo Mosquito
Gustavo Henric da Silva, meglio noto come Gustavo Mosquito (Campo Largo, 7 settembre 1997), è un calciatore brasiliano, attaccante del Vitória.

## Caratteristiche tecniche
È un centravanti.

## Carriera
Cresciuto nel settore giovanile del Coritiba, nel 2019 è stato acquistato dal Corinthians con cui ha debuttato fra i professionisti nel corso del Campionato Paulista 2019.

## Statistiche

### Presenze e reti nei club
Statistiche aggiornate al 13 dicembre 2024.
| Stagione           | Squadra            | Campionato         | Campionato | Campionato | Coppe nazionali | Coppe nazionali | Coppe nazionali | Coppe continentali | Coppe continentali | Coppe continentali | Altre coppe | Altre coppe | Altre coppe | Totale | Totale |
| Stagione           | Squadra            | Comp               | Pres       | Reti       | Comp            | Pres            | Reti            | Comp               | Pres               | Reti               | Comp        | Pres        | Reti        | Pres   | Reti   |
| ------------------ | ------------------ | ------------------ | ---------- | ---------- | --------------- | --------------- | --------------- | ------------------ | ------------------ | ------------------ | ----------- | ----------- | ----------- | ------ | ------ |
| 2016               | Coritiba           | A                  | 0          | 0          |                 | -               | -               |                    | -                  | -                  |             | -           | -           | 0      | 0      |
| gen-apr 2019       | Corinthians        | A1/SP              | 5          | 0          | CB              | 0               | 0               |                    | -                  | -                  |             | -           | -           | 5      | 0      |
| apr-ago 2019       | Vila Nova          | B                  | 6          | 0          | CB              | 1               | 0               |                    | -                  | -                  |             | -           | -           | 7      | 0      |
| ago-dic 2019       | Oeste              | B                  | 3          | 0          |                 | -               | -               |                    | -                  | -                  |             | -           | -           | 3      | 0      |
| gen 2020           | Corinthians        | A1/SP              | 0          | 0          |                 | -               | -               |                    | -                  | -                  |             | -           | -           | 0      | 0      |
| gen-ago 2020       | Paraná             | PD/PR+B            | 9+2        | 0+1        | CB              | 2               | 0               |                    | -                  | -                  |             | -           | -           | 13     | 1      |
| ago-dic 2020       | Corinthians        | A                  | 27         | 5          |                 | -               | -               |                    | -                  | -                  |             | -           | -           | 27     | 5      |
| 2021               |                    | A1/SP+A            | 9+37       | 2+2        | CB              | 3               | 0               | CS                 | 4                  | 2                  |             | -           | -           | 53     | 6      |
| 2022               |                    | A1/SP+A            | 13+22      | 2+3        | CB              | 8               | 0               | CL                 | 7                  | 0                  |             | -           | -           | 50     | 5      |
| 2023               |                    | A                  | 11         | 1          |                 | -               | -               | CS                 | 3                  | 0                  |             | -           | -           | 14     | 1      |
| gen-ago 2024       |                    | A1/SP+A            | 11+10      | 0+1        | CB              | 3               | 0               | CS                 | 3                  | 0                  |             | -           | -           | 27     | 1      |
| Totale Corinthians | Totale Corinthians | Totale Corinthians | 145        | 16         |                 | 14              | 0               |                    | 17                 | 2                  |             | -           | -           | 176    | 18     |
| ago-dic 2024       |                    | A                  | 13         | 1          |                 | -               | -               |                    | -                  | -                  |             | -           | -           | 13     | 1      |
| Totale carriera    | Totale carriera    | Totale carriera    | 178        | 18         |                 | 17              | 0               |                    | 17                 | 2                  |             | -           | -           | 212    | 20     |